# Theodor Leutwein (Landrat)
Theodor Emanuel Leutwein (* 3. Mai 1879 in Dietlingen; † 11. Juni 1940 in Achern) war ein deutscher Verwaltungsbeamter.

## Leben
Geboren als Sohn eines Pfarrers, studierte Theodor Leutwein nach dem Besuch des Gymnasiums in Pforzheim von 1897 bis 1901  Rechtswissenschaften an der Ruprecht-Karls-Universität Heidelberg und der Albert-Ludwigs-Universität Freiburg. 1899 wurde er Mitglied des Corps Suevia Heidelberg. 1901 legte er die 1. juristische Prüfung ab. 1902 wurde er in Heidelberg zum Dr. jur. promoviert. Als Rechtspraktikant war er von 1901 bis 1905 beim Amtsgericht Emmendingen, Landgericht Karlsruhe, der Staatsanwaltschaft Freiburg und dem Bezirksamt Schopfheim tätig und bestand 1905 die 2. juristische Prüfung. Von 1905 bis 1907 war er Referendär und von 1907 bis 1908 Regierungsassessor in Freiburg. Von 1908 bis 1909 besuchte er das Hamburgische Kolonialinstitut. Von 1909 bis 1912 übte er eine Tätigkeit als juristischer Hilfsarbeiter beim Bezirksamt Lüderitzbucht aus. 1912 kehrte er nach Baden zurück und war bis 1914 Regierungsassessor in Wiesloch und Mannheim. 1914 zum Amtmann beim Bezirksamt Donaueschingen ernannt, nahm er von 1914 bis 1917 als Soldat am Ersten Weltkrieg teil. 1918 war er in der Zivilverwaltung Amtmann beim Polizeipräsidium Brügge. Von 1918 bis 1920 war er Regierungsrat im badischen Innenministerium in Karlsruhe, wobei er 1918 bis 1919 den Amtsvorstand des Bezirksamts Donaueschingen vertrat. Von 1920 bis 1922 war er Amtmann beim Bezirksamt Freiburg und von 1922 bis 1928 Polizeidirektor in Pforzheim. Von 1928 bis 1935 war er Landrat in Wolfach. 1935 erfolgte seine Pensionierung.

## Auszeichnungen
- Eisernes Kreuz II. Klasse, 1914
- Eisernes Kreuz I. Klasse, 1917
- Ritterkreuz II. Klasse des Ordens vom Zähringer Löwen, 1915